# Marcin Żewłakow
Marcin Zbigniew Żewłakow (ur. 22 kwietnia 1976 w Warszawie) – polski piłkarz który grał na pozycji napastnika, reprezentant Polski. Brat bliźniak Michała Żewłakowa. Po zakończeniu piłkarskiej kariery komentator meczów piłkarskich w Telewizji Polskiej.

## Życiorys
Karierę rozpoczynał w zespole Drukarza Warszawa. Następnie występował w Marymoncie Warszawa, Polonii Warszawa, Hutniku Warszawa, SK Beveren i Excelsiorze Mouscron. Przed sezonem 2005/2006 przeniósł się do FC Metz, gdzie wystąpił tylko w trzynastu meczach i postanowił wrócić do Belgii. Na zasadzie wypożyczenia zasilił FCV Dender EH, a w 2008 roku przeniósł się do cypryjskiego APOEL-u Nikozja. Z cypryjskim zespołem wystąpił w Lidze Mistrzów, strzelając bramkę w wyjazdowym meczu z Chelsea F.C. Po wygaśnięciu kontraktu negocjował z Polonią Warszawa, jednak do podpisania umowy nie doszło. 22 lipca 2010 r. podpisał roczny kontrakt z GKS Bełchatów. 6 czerwca przeszedł do Korony Kielce.
W barwach reprezentacji Polski zadebiutował 23 lutego 2000 w meczu przeciwko Francji (0:1). Brał udział w Mistrzostwach Świata 2002, gdzie strzelił bramkę zespołowi Stanów Zjednoczonych. Gol ten, zdobyty w 64. sekundzie po wejściu na boisko, jest najszybszą w historii mistrzostw świata zdobytą bramką przez zawodnika rezerwowego.
| Mecze i gole w reprezentacji | Mecze i gole w reprezentacji | Mecze i gole w reprezentacji | Mecze i gole w reprezentacji | Mecze i gole w reprezentacji | Mecze i gole w reprezentacji | Mecze i gole w reprezentacji |
| #                            | Rok                          | Przeciwnik                   | Gol                          | Wynik                        | Rozgrywki                    |                              |
| ---------------------------- | ---------------------------- | ---------------------------- | ---------------------------- | ---------------------------- | ---------------------------- | ---------------------------- |
| 1.                           | 2000                         | Francja                      |                              | 0:1                          | towarzyski                   |                              |
| 2.                           | 2000                         | Finlandia                    |                              | 0:0                          | towarzyski                   |                              |
| 3.                           | 2000                         | Holandia                     |                              | 1:3                          | towarzyski                   |                              |
| 4.                           | 2000                         | Rumunia                      |                              | 1:1                          | towarzyski                   |                              |
| 5.                           | 2001                         | Szwajcaria                   |                              | 4:0                          | towarzyski                   |                              |
| 6.                           | 2001                         | Armenia                      | Gol                          | 4:0                          | elim. MŚ 2002                |                              |
| 7.                           | 2001                         | Szkocja                      |                              | 1:1                          | towarzyski                   |                              |
| 8.                           | 2001                         | Walia                        |                              | 2:1                          | elim. MŚ 2002                |                              |
| 9.                           | 2001                         | Armenia                      |                              | 1:1                          | elim. MŚ 2002                |                              |
| 10.                          | 2001                         | Islandia                     |                              | 1:1                          | towarzyski                   |                              |
| 11.                          | 2001                         | Norwegia                     | Gol                          | 3:0                          | elim. MŚ 2002                |                              |
| 12.                          | 2001                         | Białoruś                     | Gol                          | 1:4                          | elim. MŚ 2002                |                              |
| 13.                          | 2001                         | Ukraina                      |                              | 1:1                          | elim. MŚ 2002                |                              |
| 14.                          | 2002                         | Irlandia Północna            | Gol                          | 4:1                          | towarzyski                   |                              |
| 15.                          | 2002                         | Japonia                      |                              | 0:2                          | towarzyski                   |                              |
| 16.                          | 2002                         | Rumunia                      |                              | 1:2                          | towarzyski                   |                              |
| 17.                          | 2002                         | Estonia                      |                              | 1:0                          | towarzyski                   |                              |
| 18.                          | 2002                         | Korea Południowa             |                              | 0:2                          | MŚ 2002                      |                              |
| 19.                          | 2002                         | Portugalia                   |                              | 0:4                          | MŚ 2002                      |                              |
| 20.                          | 2002                         | Stany Zjednoczone            | Gol                          | 3:1                          | MŚ 2002                      |                              |
| 21.                          | 2002                         | Belgia                       |                              | 1:1                          | towarzyski                   |                              |
| 22.                          | 2002                         | San Marino                   |                              | 2:0                          | eliminacje Euro 2004         |                              |
| 23.                          | 2002                         | Łotwa                        |                              | 0:1                          | eliminacje Euro 2004         |                              |
| 24.                          | 2002                         | Nowa Zelandia                |                              | 2:0                          | towarzyski                   |                              |
| 25.                          | 2004                         | Grecja                       |                              | 1:0                          | towarzyski                   |                              |

26 lutego 2013 rozwiązał kontrakt z Koroną i zakończył karierę piłkarską.

## Życie prywatne
- Stan cywilny: żonaty z Moniką, dwoje dzieci
- Rodzeństwo: brat bliźniak Michał – obrońca Legii Warszawa – reprezentant Polski oraz siostra Katarzyna.